# 欧州議会の政治会派
欧州議会の政治会派（おうしゅうぎかいのせいじかいは）では、欧州議会の院内において国内で活動する政党や欧州規模の政党などで形成される政治会派について概説する。欧州議会は超国家的な会議体としては独特なものであり、院内では国ごとではなくイデオロギーが近似している議員で構成される政党やグループが形成されている。会派は単一の欧州規模の政党を中心に形成されたり、あるいは複数の欧州規模の政党や国内で活動する政党、および無所属の政治家で形成される連合体で作られている。
欧州議会内の会派は必ずしもひとつの政党を作っているのではなく、連合体を形成していることが多い。しかし各会派には基本的な原理があり、そのようなものがなければ会派は解散することになる。

## 要件・特権
会派を形成して活動することで、欧州規模の政党は有利な点が得られる。たとえば、欧州自由連盟は5議席を、欧州緑の党は48議席を有しており、このほかにも数名の議員が参加して計55議席を有する会派「欧州緑グループ・欧州自由連盟」を形成することで、別々に行動するよりも強い影響力を持つことになる。また会派を形成して協力することにつながる背景には、議会から財政面での支援が受けられたり、無所属議員には割り当てられないような委員会の委員の席が得られるようになったりする。
会派が議会において正式に認められるためには、議院規程の第30条の定めに従わなければならない。これによると、議員の出身国の構成が全加盟国の4分の1以上であり、議員の合計が25人以上でなければならない。さらにいずれの議員も複数の会派に所属してはならず、また会派に属する議員は共通の政治理念を持たなければならないともされている。これらの条件を満たせば、理論上はどのような会派でも議員は結成することができる。このような条件は一部の議員が極右会派「独立、伝統、主権」の結成にあたって真価が問われた。「独立、伝統、主権」の結成は議論を呼び、極右会派に欧州議会の予算を与えるべきかということに関心が集まった。結局のところ新会派の結成阻止はならなかったが、すべての会派に与えられるはずの委員会での委員長ポストを与えることについては阻止することができた。
従来はこの会派成立要件について、議員が20名以上で、議員の出身国の構成が全加盟国の5分の1以上と規定されていた。しかし一部の議員、とくに2大会派からこの要件の引き上げを求める声があがった結果、上述のように変更された。ただこの変更にあたっては多くの議員から民主主義に反するという意見が出された。これに対して賛成側からは、議員全体の2.5%の人数で会派を結成することができ、また極右系会派が欧州連合の予算を要求することがこの変更によって困難なものにすることができるという反論がなされた。しかし、改定された規定では既存の少数2会派が存亡の危機に立たされることとなった。

## 会派の構成
各会派は単一の欧州規模の政党、または複数の欧州規模の政党や国内で活動する政党および無所属の議員で形成される。
それぞれの会派は「党首」、「書記長」、「議長」といった代表者を選出し、議会における採決で会派が賛成・反対のいずれに投票するかを決める役割を担う。各会派の代表者は「代表者会議」に出席して定例議会でどの議題を扱うかを決めている。各会派は決議採択を求める動議や報告書に対する修正案を提出することができる。

## 議会内での勢力
| 会派                                  | 会派                                      | 代表者                                    | イデオロギー                 | 議員数 |  |
|                                       | 欧州人民党グループ (EPP)                  | マンフレート・ウェーバー                  | 自由保守主義(親EU)           | 187    |  |
|                                       | 社会民主進歩同盟 (S&D)                    | イラトクセ・ガルシア                      | 社会民主主義                 | 147    |  |
|                                       | 欧州刷新 (Renew、旧ALDE)                  | ダチアン・チョロシュ                      | 自由主義                     | 98     |  |
|                                       | 欧州緑グループ・欧州自由連盟 (Greens-EFA) | フィリップ・ランバーツ スカ・ケラー       | 緑の政治・地域主義           | 67     |  |
|                                       | アイデンティティと民主主義 (ID)           | マルコ・ザンニ                            | 極右・国家主義               | 76     |  |
|                                       | 欧州保守改革グループ (ECR)                | ラファエロ・フィット リシャルト・レグツコ | 保守主義(欧州懐疑派)         | 61     |  |
|                                       | 欧州統一左派・北方緑の左派同盟 (GUE/NGL)  | ガブリエレ・ツィンマー                    | 社会主義・ユーロコミュニズム | 40     |  |
|                                       | 無所属 (NI)                               | N/A                                       |                              | 29     |  |
| 出典：2020年6月時点の欧州議会議員一覧 | 出典：2020年6月時点の欧州議会議員一覧     | 合計                                      |                              | 705    |  |

## 政党との関係
欧州議会では議院内閣制のように政権与党が形成されるということはなく、政治的な運営も対立的なものではなく会派間での話し合いを重視してなされてきた。またこれまで特定の会派が欧州議会で単独過半数を形成したことはない。このうち2大会派とは保守・キリスト教民主主義系の欧州人民党グループと社会主義系の社会民主進歩同盟で、いずれも欧州規模の政党を中心に形成されており、前者は欧州人民党、後者は欧州社会党が中心となっている。両会派は欧州議会が設置されてから優勢な立場にあり、両者が獲得してきた議席数をあわせると全体の50から70パーセントを持ってきた。欧州社会党系会派は1999年まで最大会派であったが、この年の選挙で欧州人民党系会派が逆転した。
1987年に単一欧州議定書が発効して協力手続が導入されたことにより、欧州議会はその影響力を最大限行使するために多数派を形成する必要が出てきた。そのため欧州人民党グループと欧州社会党グループは議会内で一定の協力をするということで合意に至った。この合意は「大連立」とも呼ばれ、1999年の選挙後の議会を除いて、その必要性にかかわらず議会を主動した。この大連立による協力の例として、5年間の欧州議会の任期で議長職の任期を分け合うという合意がなされており、選挙の結果にかかわらず、前半は欧州社会党系の議長を、後半は欧州人民党系の議長を選出するということが行なわれてきた.

## 自由主義系の立場
欧州自由民主同盟グループ元代表のグラハム・ワトソンは2大会派による大連立を批判している。また、「われわれにとっての挑戦とは、テーブルからパンくずをくすねる社会主義のプードルが無能な欧州人民党を支えるような大連立の特有的な保守性を打破するということだけではなく」、2大会派のあいだでの、他会派を排除しようとするような取り決めによって欧州委員会委員長、欧州連合理事会議長国、欧州議会議長、共通外交・安全保障政策上級代表のポストがやり取りされるようなことがあってはならないと示していくこともあるとして、自由主義系会派の狙いを述べている。
1999年から2004年にかけて、2大会派による大連立に割って入ったのは欧州自由民主改革党であり、このとき同党は欧州社会党グループを排したかたちで欧州人民党グループとの連携に踏み切った。つまり、従来のように欧州人民党グループと欧州社会党グループで分け合ってきた欧州議会議長のポストを、欧州人民党と欧州自由民主改革党とのあいだで分け合うということが合意されたのである。2004年から2009年にかけて、自由主義系会派は「欧州自由民主同盟グループ」を結成して、議席数も88にまで伸ばした。この議席数は過去の欧州議会の第3会派としては最多であった。

### 連携の解消
ところが自由主義系会派による介入が大連立解消の唯一の理由ではなかった。実際に左右が連携して政策執行にあたっていたサンテール委員会が総辞職したことが最大の原因であった。当初、欧州委員会の財務に対する調査が行なわれていたが、これはおもに欧州社会党系のエディット・クレッソンとマヌエル・マリンを対象としていたものであった。欧州社会党はサンテール委員会を支持しており、この問題を1999年の選挙に向けた欧州人民党による欧州社会党への攻撃と見ていた。欧州議会が委員会による予算案を否決しそうになると欧州委員会委員長のジャック・サンテールは、予算案に対する反対は委員会に対する不信任決議の採択に等しいと述べた。欧州社会党グループ代表のポーリン・グリーンは欧州委員会に対する信任決議の採択を試みたものの、欧州人民党は不信任決議案を提出した。このやり取りがなされた期間は、両会派が与野党に分かれたかのようなかたちで争われた。つまり欧州社会党が執行機関である欧州委員会を支持し、欧州人民党がそれまでの連立関係を破棄して欧州委員会が提出した予算案を否決したのである。
2004年になるとふたたび大連立の関係がほころぶということが起きた。これはバローゾ委員会の発足にあたって、欧州委員会の司法・自由・安全担当委員に指名されたロッコ・ブッティリョーネをめぐって起こったものである。欧州人民党はブッティリョーネの指名に賛成した。その一方で欧州社会党は、当時委員長候補だったジョゼ・マヌエル・ドゥラン・バローゾの指名にも反対していたが、ブッティリョーネを新委員会人事案からはずすことを求め、議会委員会において人事案の承認を拒否した。新欧州委員会の人事案が拒否されたのはこれが初めてであった。バローゾは新委員会人事案を支持していたため譲歩を渋っていたが、欧州社会党はバローゾの態度に反発した。欧州人民党はブッティリョーネをはずすのであれば、均衡を図るために欧州社会党所属の委員候補を1人減らすよう求めた。最終的にはイタリアがブッティリョーネを取り下げ、かわりにフランコ・フラッティーニを出すことで欧州社会党の支持を得ることに成功し、予定から遅れたもののバローゾ委員会が承認された。これまで述べてきたような政治上の対立関係が起こることは増加してきており、ロンドン・スクール・オブ・エコノミクスのサイモン・ヒックスは、「われわれの研究では、欧州議会における政治はますます政党やイデオロギーを中心としたものになりつつあることを示している。票決では左派・右派によって対応が分かれるということが増えてきているうえ、政党・会派の結合は、とくに1994年以降から飛躍的に強化されてきている。そして政策の実行においても同様のことがいえる」としている。

## 歴史

会派別議席保有率の変遷
保守・キリスト教民主主義系
保守主義系
社会民主主義系
左翼・共産主義系
自由主義・中道系
国民保守主義系
グリーンポリティクス
グリーンポリティクス・地域主義系
混成会派
無所属グループ
欧州懐疑主義系
極右・国家主義系

欧州議会が設置されて間もないころに3つの会派が結成された。すなわち、「社会主義グループ（のちの社会民主進歩同盟）」、「キリスト教民主主義グループ（のちの欧州人民党グループ）、「自由主義・連帯グループ（のちの欧州自由民主同盟グループ）」である。
欧州議会が発展するにつれて、会派はさらに結成されていった。フランスのゴーリストによって欧州民主連合が設立された。またデンマークとイギリスが加盟したさいには保守系政党によって欧州保守党が設立され、その後改称を重ねて欧州人民党グループと合流したこともある。
1979年の第1回選挙では欧州人民党などの欧州規模の政党が設立された。

### 極右・国民主義系
ヨーロッパの政治において国民主義政党による会派は「極右」として分類される。これらの政党が単一の会派を形成し続ける事例は極めて少ない。欧州議会で最初の極右会派は1984年から1989年まで存続したフランスの国民戦線（現・国民連合）とイタリア社会運動による「欧州右派」である。この会派を継承するかたちで新しい「欧州右派」が結成され、1989年から1994年まで存続した。その後13年間は国民主義系会派が形成されなかったが、2007年1月15日に「独立、伝統、主権」が結成されるも、会派内での内紛によって同年11月14日に解散した。2008年1月、4か国の極右政党の代表者が集まって、新たな極右の欧州規模の政党「欧州愛国党」の結成にむけて取り組むことを発表したが、実際には結党に至らなかった。
その後、2015年6月16日に新たな会派として「国家と自由の欧州」が結成された。
- 欧州右派党グループ（1984年7月24日 - 1989年7月24日[28]）
- 欧州右派テクニカル・グループ（1989年7月25日 - 1994年7月18日[28]）
- 独立、伝統、主権グループ（2007年1月15日[24] - 2007年11月14日[25]）
- 国家と自由の欧州（2015年6月16日 - ）

### 国民保守主義系
一部のヨーロッパの政党は中道右派の欧州人民党グループへの参加を渋っていた。これらの政党は国民保守主義を掲げていた。国民保守主義系の会派として最初に形成されたのは、1965年3月21日に自由主義系会派から離れたフランスのゴーリストらによって結成された「欧州民主連合」である。この会派はアイルランドの中道政党フィアナ・フォイルと地域・社会主義政党スコットランド国民党が加わった1973年1月16日に「欧州進歩民主グループ」に改称しており、1984年7月24日には再び改称して「欧州民主同盟グループ」となった。また1995年7月6日には、欧州民主連盟はフォルツァ・イタリア所属の議員と合流して「欧州のための連合グループ」となる。ところが欧州のための連合グループは長くは続かず、1998年6月15日にフォルツァ・イタリアの議員は離脱して欧州人民党グループに移り、その後も分裂は止まらず、1999年7月20日には解散に至った。共和国連合の議員は欧州人民党に移ったが、フィアナ・フォイルとポルトガルの民主社会中道・人民党が新会派「諸国民のヨーロッパ連合」を結成した。
- 欧州民主連合グループ（1965年1月21日 - 1973年1月16日[29]）
- 欧州進歩民主グループ（1973年1月16日 - 1984年7月24日[29]）
- 欧州民主同盟グループ（1984年7月24日 - 1995年7月6日[29]）
- 欧州のための連合グループ（1995年7月6日 - 1999年7月20日[29]）
- 諸国民のヨーロッパ連合（1999年7月20日[29][36] - 2009年7月1日)

### 保守・キリスト教民主主義系
ヨーロッパの政治において、中道右派はキリスト教民主主義や保守主義を基本的な原理としている。両者は欧州議会において共同で活動している。最初にキリスト教民主グループが結成されたのは1953年のことであり、その後四半世紀にわたって名称が変わらなかった。その一方で欧州議会の外で1976年4月29日に、キリスト教民主主義系の地方諸政党が国内規模の政党「欧州人民党」を結成する。キリスト教民主主義系の欧州議会議員がこの政党に所属していたため、1978年3月14日に欧州議会の会派名も欧州人民党を示すようなもの「キリスト教民主主義グループ（欧州人民党グループ）」とされた。その後同会派は「欧州人民党グループ（キリスト教民主主義）」に改められた。1973年1月16日になると、直前に欧州経済共同体に加盟したイギリスとデンマークの保守系政党が「欧州保守グループ」を結成した。この会派は1979年7月17日に「欧州民主主義グループ」に改称している。1980年代になると欧州人民党グループは、明確なキリスト教民主主義政党ではないが、ギリシャの新民主主義党やスペインの国民党を加えて拡大した。これとは対照的に欧州民主主義グループの欧州議会での議席数は減少し、そのため1992年5月1日に欧州人民党グループと合流するに至った。この中道右派の両会派の連携は1990年代のあいだは続いていた。フォルツァ・イタリアは1994年7月19日から1995年7月6日まで独自の会派「フォルツァ・エウロパ」を形成し、その後1995年7月6日から1998年6月15日までは国民保守主義系の「ヨーロッパのための連合」と連携していたが、最終的には1998年6月15日に欧州人民党グループと合流した。しかしながら保守系も台頭してきていたために、1999年7月20日に欧州人民党グループは改称して「欧州人民党（キリスト教民主主義）・欧州民主主義グループ」となったものの、2009年6月22日にイギリスの保守党やチェコの市民民主党などが離脱して保守・欧州懐疑主義系会派「欧州保守改革グループ」を結成し、欧州人民党（キリスト教民主主義）・欧州民主主義グループもその名称を「欧州人民党グループ（キリスト教民主主義）」に戻した。
- キリスト教民主主義グループ（1953年6月23日 - 1978年3月14日[20]）
- キリスト教民主主義グループ（欧州人民党グループ）（1978年3月14日 - 1979年7月17日[20]）
- 欧州保守主義グループ（1973年1月16日 - 1979年7月17日[38]）
- 欧州民主主義グループ（1979年7月17日 - 1992年5月1日[38]）
- 欧州人民党グループ（1979年7月17日 - 1999年5月1日[20]）
- フォルツァ・エウロパ（1994年7月19日 - 1995年7月6日[29]
- 欧州人民党・欧州民主主義グループ（1999年7月20日 - 2009年6月22日[30]）
- 欧州人民党グループ（2009年6月22日 - ）

### 自由主義・中道系
ヨーロッパの政治において自由主義は古典的自由主義を指すことが多く、一般的に政府による介入は限定的であるべきだと唱える立場である。しかしながら欧州議会の自由主義系会派は範囲が広く、中道右派的な自由保守主義から中道左派的な急進自由主義にまでわたっている。具体的には、厳密には自由主義政党ではないドゴール主義の新共和国連合や中道右派であるポルトガルの社会民主党が参加していたこともあり、これらは社会主義系やキリスト教民主主義系の会派に加わっていなかった。1953年6月23日、自由主義系会派は「自由主義・連帯グループ」として結成された。欧州議会が大きくなるにつれ、この会派は名称を1976年に「自由民主グループ」、1985年12月13日に自由民主改革グループと変えていき、1994年7月19日からは欧州自由民主改革党となった。そして2004年7月20日には中道・社会主義政党による欧州規模の政党「欧州民主党」が結成され、欧州自由民主改革党とともに欧州自由民主同盟を形成している。
1994年から1999年にかけて、上記の系譜とは異なる急進自由主義会派「欧州急進同盟」が存在し、この会派はフランスの左翼急進党やイタリア急進主義者の欧州議会会派であるリスタ・ボニーノが参加していた。また地域主義政党によって欧州自由同盟が形成された。
- 自由主義・連帯グループ（1953年6月23日 - 1976年[41]）
- 自由民主主義グループ（1976年 - 1985年12月13日[41]）
- 自由民主改革グループ（1985年12月13日 - 1994年7月19日[41]）
- 欧州自由民主改革党グループ（1994年7月19日 - 2004年7月20日[41]）
- 欧州急進同盟グループ（1994年[18] - 1999年[44]）
- 欧州自由民主同盟グループ（2004年7月20日[41]） - ）

### 社会民主主義系
西ヨーロッパでは、社会主義や社会民主主義の政党は現代ヨーロッパの協力の時代が始まって以来、中道左派の主たる勢力であった。欧州議会の前身である欧州石炭鉄鋼共同体の共同総会における最初の政治会派の1つとして1953年6月23日に結成された社会主義グループは、欧州議会議員が加盟国政府からの指名制となった1958年、そして直接選挙が実施された1979年といった年を経て存在しつづけた。その間、会派を構成する国内規模の各政党は欧州議会の外でヨーロッパ中から集まり、1974年に「欧州共同体社会主義政党連盟」を結成、のちの1992年に「欧州社会党」となる。欧州社会党の結成を受けて、かねてより「社会主義グループ」と名乗ってきた欧州議会の会派は、1993年4月21日に「欧州社会党グループ」と改称した。欧州社会党グループは2004年7月に「欧州議会社会主義グループ」と名称を用いるようになり、ロゴのデザインを替えるなどして政党としての欧州社会党と院内会派との区別を付けやすくしたが、実際には「欧州社会党グループ」という呼称が定着していた。2009年6月23日、直前の選挙で議席数を大幅に減らした欧州議会社会主義グループは、欧州社会党に参加していない政党に所属する議員との会派結成を模索し、イタリアの民主党に所属する21人の議員と「社会民主進歩同盟」を形成した。
- 社会主義グループ（1953年6月23日[45] - 1958年[46]）
- 社会主義グループ（1958年[46] - 1993年4月21日[45]）
- 欧州社会党グループ（1993年4月21日 - 2004年7月20日[45]）
- 欧州議会社会主義グループ（2004年7月20日[45] - 2009年6月23日[48]）
- 社会民主進歩同盟グループ（2009年6月23日[48] - ）

### 左翼・共産主義系
欧州議会における初の共産主義系会派は、1973年10月16日に結成された「共産主義者・連帯グループ」である。この会派は1989年7月25日に分裂し、14人の議員が「左派統一」を、28人の議員が「欧州統一左派グループ」をそれぞれ結成した。このうち欧州統一左派グループは、イタリア共産党が解散したことを受けて結党した左翼民主党に所属する欧州議会議員が社会主義グループと合流したため、1993年1月に消滅し、1994年の選挙では左派統一だけが唯一の左派系会派として残った。1994年の選挙の後の7月19日、「欧州統一左派同盟グループ」が結成される。1995年1月6日、直前に欧州連合に加盟したスウェーデンとフィンランドの政党が加わり、会派名も「欧州統一左派・北方緑の左派同盟グループ」となる。2019年、ギリシャ共産党等会派内極左グループは会派を離脱し共産党・労働者党イニシアティブ(INITIATIVE)を結成した。INITIATIVE加盟政党は欧州議会で無所属として活動している
- 共産主義者・連帯グループ（1973年10月16日 - 1989年7月25日[49]）
- 欧州統一左派グループ（1989年7月25日[49] - 1993年1月[50]）
- 左派統一（1989年7月25日 - 1994年7月19日[49]）
- 欧州統一左派同盟グループ（1994年7月19日 - 1995年1月6日[49]）
- 欧州統一左派・北方緑の左派同盟グループ（1995年1月6日[49][51] - ）

### グリーンポリティクス・地域主義系
ヨーロッパの政治において、グリーンポリティクス系と、権限の移譲を求める地域主義や国家を持たない民族主義系は連携している。1984年、グリーンポリティクス系と地域主義系を中心に「レインボーグループ」が結成され、両者のほかに国際的政治組織に参加していない左派政党もこのグループに参加した。レインボーグループは1989年にグリーンポリティクス系が単独で「グリーングループ」結成したことで分裂し、地域主義系のみでレインボーグループを形成することになった。1994年になるとレインボーグループが消滅することになり、所属していた議員はフランスの左翼急進党が主導する「欧州急進同盟」に合流した。グリーンポリティクス系と地域主義系は1999年に再び合流し、「欧州緑グループ・欧州自由連盟」グループを結成した。
- レインボーグループ（1984年 - 1989年[44][18]）
- 欧州議会レインボーグループ（1989年 - 1994年[44][18]）
- 欧州議会グリーングループ（1989年 - 1999年[30][44][18]）
- 欧州緑グループ・欧州自由連盟（1999年[30] - ）

### 欧州懐疑主義系
欧州連合の能力を削減したり、これ以上の拡大を防ぐべきだとする政治的思想について、欧州議会では欧州懐疑主義系の会派がそれを代弁している。欧州議会において欧州懐疑派の会派が初めて結成されたのは1994年7月19日のことである。このとき結成されたのが「欧州諸国民グループ」で、この会派は1996年11月10日まで存続した。この後を引き継ぐ形となったのが1996年12月20日に結成された「諸国民のヨーロッパのための独立グループ」である。1999年の選挙を受けて、同会派は7月20日に「民主主義と多様性のヨーロッパ」に、2004年の選挙のあとの7月20日には「独立・民主主義グループ」にそれぞれ再編されている。このとき独立・民主主義グループは9か国22人の議員が所属しており、会派の代表にはイギリス独立党のナイジェル・ファラージと、アイルランドの無所属キャシー・シノットが務めた。
2009年の選挙で、独立と民主主義グループと諸国民のヨーロッパ連合は改正された議院規程の会派形成要件を満たすことができなくなった。そこで両者に参加していた一部の政党・議員は合流して新会派「自由と民主主義のヨーロッパ」を結成した。このほか、2009年6月22日に欧州人民党・欧州民主主義グループを形成していた政党のうち、イギリスの保守党やチェコの市民民主党などの保守系の欧州懐疑派の政党が離脱して新たな会派「欧州保守主義グループ」を結成した。
2014年の選挙により所属議員の構成が大きく変わったため、「自由と民主主義のヨーロッパ」は「自由と直接民主主義のヨーロッパ」へと再編された。
- 諸国民のヨーロッパグループ（1994年7月19日 - 1996年11月10日[52][54]）
- 諸国民のヨーロッパのための独立グループ（1996年12月20日 - 1999年7月20日[52]）
- 民主主義と多様性のヨーロッパのためのグループ（1999年7月20日 - 2004年7月20日[52]）
- 独立と民主主義グループ（2004年7月20日[52] - 2009年7月1日）
- 欧州保守改革グループ（2009年6月22日 - ）
- 自由と民主主義のヨーロッパ（2009年7月1日 - 2014年6月24日）
- 自由と直接民主主義のヨーロッパ（2014年6月24日 - ）

### 混成会派
政治会派というものはその構成員が集まるための中核となる基本原理を持つものとされている。しかしながらこれとは別の考え方があり、政治会派を結成すると活動資金を受け取ることができたり、無所属のままであれば与えられない委員会での委員の職を割り当てられたりすることができる。そしてそのような無所属議員の合計が小規模の会派に所属する議員の合計よりも大きいということもある。1979年、一部の欧州議会議員がこの利点を狙い、通常ならば協力関係を作らないにもかかわらず、中道左派政党から極左政党が集まって「無所属系テクニカルグループ」を結成した。このグループは1984年まで存続した。1999年7月20日、新たな「無所属系テクニカルグループ」が結成される。この会派には極右系から中道左派系の議員が所属しており、会派としての共通の理念は存在しえなかった。議会運営委員会はこのテクニカルグループについて一貫的な政治的態度を有していないと判断し、本会議においても賛成412、反対56（棄権36）で委員会の判断が支持され、1999年9月13日に、欧州議会の歴史上初となる政治会派の強制解散に至った。ところがこの欧州議会の決定に対する不服が第一審裁判所に訴えられ、1999年12月1日にテクニカルグループは法廷での判断が下されるまで暫定的に復活した。2001年10月3日に議長ニコル・フォンテーヌは、第一審裁判所が訴えを退けたため、テクニカルグループに対する解散処分は2001年10月2日付で効力を発したものとすると宣言した。これを受けてテクニカルグループは2001年10月4日を最後に欧州議会の政治会派の一覧から消えることとなった。これ以降、政治会派には一貫した政治態度を有するという要件が定められ、「混成会派」が再び結成されるという可能性がなくなった。

### 無所属
会派に属さない無所属の欧州議会議員は "Non-Inscrits" に分類される。Non-Inscrits とはフランス語で「特定の会派に属さない」という意味である。Non-Inscrits は会派ではないため特権や資金が受けられず、便宜的な分け方として付けられている名称にすぎないものである。